# Penthimia aridula
Penthimia aridula är en insektsart som beskrevs av Rauno E. Linnavuori 1977. Penthimia aridula ingår i släktet Penthimia och familjen dvärgstritar. Inga underarter finns listade i Catalogue of Life.